# Tom Goegebuer
Tom Goegebuer (* 27. März 1975) ist ein belgischer Gewichtheber.

## Karriere
Tom Goegebuer nahm an den Olympischen Sommerspielen 2008 teil, wobei er den 13. Platz in der Gewichtsklasse bis 56 kg mit 251 kg erringen konnte.
Bei der Weltmeisterschaft 2007 schaffte er den 27. Platz in der Kategorie bis 62 kg mit einer Gesamtleistung von 268 kg.
Er gewann die Silbermedaille der Europameisterschaft 2008 in der Kategorie bis 56 kg mit 244 kg. 2009 wurde der Belgier Europameister in der Klasse bis 56 kg mit einer Leistung von 252 kg.
Bei den Weltmeisterschaften 2009 startete er in der 62-kg-Klasse und belegte mit 273 kg (122 kg + 151 kg) den 15. Platz.